# Affaire Naomi Musenga
Le texte peut changer fréquemment, n’est peut-être pas à jour et peut manquer de recul. 
Le titre et la description de l'acte concerné reposent sur la qualification juridique retenue lors de la rédaction de l'article et peuvent évoluer en même temps que celle-ci.
L’affaire Naomi Musenga concerne les circonstances du décès le 29 décembre 2017 de Naomi Musenga, qui résidait à Strasbourg (Bas-Rhin). Souffrant de violentes douleurs au ventre, elle compose le 15 afin de contacter le Samu. Au téléphone, une opératrice du Samu de Strasbourg ne prend pas l'appel de la jeune femme au sérieux et la raille tandis qu'elle agonise. Elle meurt cinq heures après cet appel au CHU de Strasbourg, après avoir été finalement prise en charge par SOS Médecins.
À la suite d'une plainte déposée par la famille de Naomi Musenga, une information judiciaire est ouverte à l'été 2018 pour « non-assistance à personne en danger ». À l'issue du procès qui s'est tenu au tribunal correctionnel de Strasbourg le 4 juillet 2024, l'opératrice du SAMU est condamnée à 12 mois de prison avec sursis.
Largement diffusée en France et en Belgique, cette affaire a donné lieu à diverses interprétations dans les médias alors que l'enquête était en cours, évoquant le syndrome méditerranéen, pour expliquer la négligence de l'opératrice de régulation puis une intoxication au paracétamol comme cause du décès, avant de mentionner un infarctus mésentérique puis finalement un état de choc abdominal avec thrombose et hémorragie.
Des urgentistes de plusieurs régions ont été inquiétés ou menacés à la suite de ce drame. Entre 2019 et 2021, plusieurs essais ont dénoncé ce SAMU-bashing et la dégradation des conditions d'exercice de la médecine d'urgence en France. Cette dégradation avait déjà fait l'objet d'un rapport de la commission des affaires sociales du sénat en juillet 2017 et donne lieu à un nouveau rapport commandité par le Ministère de la santé et des solidarités, dont les conclusions sont rendues publiques en septembre 2019 sans qu'il y ait de suite concrète.

## Déroulement
Le 29 décembre 2017, Naomi Musenga, une mère française de 22 ans, appelle Police Secours, qui la transfère au Centre d'appel des pompiers qui la transfère au Samu de Strasbourg ; elle se plaint de violentes douleurs au ventre.
Au cours d'un dialogue qui dure environ une minute, l'opératrice (après des familiarités et des plaisanteries — hors présence de la victime — avec sa collègue du 18) et d'un ton sec, conseille à Naomi Musenga d'appeler SOS Médecins. Lorsque celle-ci dit d'une voix faible qu'elle est en train de mourir, l'opératrice lui répond que tout le monde va mourir un jour.
Emmenée à l'hôpital puis transférée en réanimation quelques heures plus tard, la jeune femme meurt par la suite d'une défaillance multiviscérale.
L’enregistrement de l'appel téléphonique a été rendu public par l'hebdomadaire satirique alsacien Heb'di le 27 avril 2018 puis par Rue89 Strasbourg. Le 20 juin 2018, le chef du SAMU de Strasbourg présente sa démission à la direction de l'hôpital qui l'accepte, à la suite de la diffusion d'un rapport de l'IGAS sur cette affaire.
Yolande Renzi, procureur de Strasbourg, annonce le mercredi 11 juillet 2018, dans un communiqué, qu'elle procéderait dans les jours suivants à l'ouverture d'une information judiciaire du chef de non-assistance à personne en danger contre l'opératrice du centre des appels d'urgence et tous autres, ainsi que du chef d'homicide involontaire contre X. L'opératrice est finalement mise en examen pour non-assistance à personne en danger le 12 janvier 2024,.

## Causes du décès
En juillet 2018, le procureur de Strasbourg annonce que Naomi Musenga serait morte d'une intoxication au paracétamol, absorbé pendant plusieurs jours par automédication. Cette conclusion s'appuie sur un avis sur l'autopsie demandée par le procureur à un médecin des Hôpitaux universitaires de Strasbourg. Le conseil de l'ordre des médecins du Bas-Rhin signale l'existence d'un conflit d'intérêts dans cet avis.
La thèse de l'intoxication au paracétamol, qui écarterait la responsabilité de l'hôpital, est contestée par la famille de Naomi Musenga et par certains médecins, comme le professeur Christian Marescaux. Selon lui, l'intoxication au paracétamol est incompatible avec plusieurs des résultats de l'autopsie, qui indiqueraient plutôt un infarctus mésentérique.
Le 20 mai 2019, la juge d'instruction nomme deux experts indépendants pour reprendre entièrement l'analyse médicale de l'affaire.
Selon une dernière contre-expertise privée, remise en octobre 2021 par trois médecins lillois, « la mort de Naomi Musenga est liée à (…) un état de choc abdominal ». Rare chez une personne de son âge, l'accident vasculaire abdominal se serait manifesté par une thrombose suivie d'une hémorragie particulièrement douloureuse. L'enquête de l'Inspection générale des affaires sociales démontre que la réaction de l'opératrice a retardé la prise en charge de Naomi Musenga de 2 heures 20 et qu'une prise en charge plus rapide n'aurait pas pu éviter ce décès.

## Réactions

### Dans la presse
À la suite de l'Heb'di, plusieurs journaux d'envergure nationale se font l'écho de l'affaire : Le Parisien, LCI, Libération, France 3, 97Land, Le Figaro entre autres. Pendant plusieurs jours, quasiment tous les médias en France, et des médias en Belgique, évoquent cette affaire.

### Milieu médical
L'hôpital suspend l'opératrice,,. François Braun, docteur en médecine et président de Samu Urgences France, déclare : « Ce n'est pas la réponse attendue à la réception d'un appel au Samu ». Répondant à l'hypothèse d'une surcharge de travail et de conditions de travail pénibles, l’hôpital précise que l'opératrice était à son deuxième jour après des vacances, n’effectuait pas de remplacement et que « le planning de l'opératrice était conforme ».

### Société
L'existence du stéréotype appelé syndrome méditerranéen, consistant à moins bien considérer les plaintes émanant de personnes du pourtour méditerranéen (maghrébines) et noires dans le milieu médical, est évoquée lors de cette affaire, pour expliquer la désinvolture de l'agent de régulation médicale. Des appels à la mobilisation sont prévus le mercredi 16 mai 2018. Une grande marche blanche à Strasbourg est organisée par le collectif baptisé Justice pour Naomi Musenga, une autre a lieu à Valence et un rassemblement organisé par le militant anti-raciste Thierry-Paul Valette à Paris, place de l’Opéra, envoie un groupe de 22 personnes déposer 22 roses blanches devant le ministère de la Justice, ainsi qu'une lettre à l'attention de la ministre Nicole Belloubet. Le 29 décembre 2018, un rassemblement de soutien est organisé par la famille place de l'Hôpital à Strasbourg.
Le Samu reçoit de nombreux appels menaçants à la suite de la médiatisation de l'affaire. Des agents portent plainte. L'opératrice se plaint d'un lynchage public sur 66 minutes sur M6,. Des mesures de sécurité sont mises en place. Des identités, coordonnées d'opérateurs sont divulguées sur les réseaux sociaux, et font l'objet de harcèlement. L'une d'entre elles quitte la région et déscolarise ses enfants. Cette défiance envers les urgentistes prend des proportions nationales puisque des agents de Toulouse et de Bayonne sont à leur tour inquiétés. Plusieurs mois après le drame des urgentistes dénoncent le Samu bashing dont ils font l'objet et la tendance à sur-réagir à la moindre alerte pour « éviter toute nouvelle affaire ».

## Suites judiciaires
La famille porte plainte pour non-assistance à personne en danger et mise en danger de la vie d'autrui peu après que l'affaire soit rendue publique et appelle au calme, bien qu'elle estime avoir été trompée par les services de l'hôpital. Ses intérêts sont défendus par les avocats Marie Juras et Jean-Christophe Coubris,; ce dernier, spécialisé dans les dommages corporels à la suite des erreurs médicales, a été médiatisé lors de l'affaire du Médiator.
Le 12 janvier 2024, l’opératrice du Samu qui avait raillé au téléphone Naomi Musenga, retardant la prise en charge de cette jeune femme morte fin 2017 à l’hôpital de Strasbourg, est mise en examen pour non-assistance à personne en danger.
Le procès de l'opératrice du Samu se tient au tribunal correctionnel de Strasbourg les 3 et 4 juillet 2024, six ans et demi après les faits, en présence de la famille de la victime. La prévenue, qui a déménagé entre temps dans les Hautes-Alpes, reconnaît les faits et invoque pour sa défense un épuisement professionnel à l'origine de son « manque total d'empathie ». En pleine épidémie de gastro-entérite, elle précise qu'elle est restée « bloquée » sur cette maladie et qu'elle aurait dû poser les questions de base pour évaluer correctement le degré de gravité de la situation. Alors que le parquet avait demandé une peine de 10 mois avec sursis, elle est condamnée à 12 mois de prison avec sursis, et 15 000 € au titre des frais d'avocat. L'opératrice renonce à faire appel, ce qui clôt le volet pénal de l'affaire. Le montant des indemnités dues à la famille de la victime n'a pas été déterminé à l'occasion de ce procès car il doit se décider devant le tribunal administratif. La procédure continue donc devant la justice administrative à l'encontre des hôpitaux universitaires de Strasbourg.

## Suites dans l'organisation des urgences
Dans son essai consacré  à la fatigue mentale et aux risques psychosociaux écrit en 2021, la psychologue Isabelle Méténier s'interroge sur la notion de « planning conforme » dans un système de soin dégradé et remet en cause l'importance que le stéréotype raciste du syndrome méditerranéen aurait pu jouer dans la non prise en charge de la patiente, stéréotype qui dédouanerait l'institution de sa responsabilité dans ce drame. Elle rejoint l'analyse du syndicaliste et urgentiste Christophe Prud'homme pour lequel les centres d'appels « qui travaillent sous pression et avec peu de moyens » sont débordés,.
Six mois avant le décès de Naomie Musenga, en juillet 2017, la commission des affaires sociales du Sénat avait en effet dénoncé la forte pression et les conditions matérielles dans lesquelles exercent les urgentistes confrontés par ailleurs à de plus en plus d'incivilités. Les rapporteurs insistaient sur la nécessité de désencombrer les urgences, de plus en plus sollicitées pour des urgences non vitales, pour permettre une meilleure prise en compte des patients. Selon le chirurgien et essayiste Bernard Kron, cet engorgement des urgences s'est accentué en 2003 à la suite de la suppression des gardes obligatoires en médecine libérale qui n'ont été pas été compensées par SOS Médecins, ce dernier ne couvrant que les grandes villes. Dans le reste du territoire, les patients appellent le 15, c'est-à-dire le SAMU, en l'absence de leur médecin traitant.
À la suite du décès de Naomi Musenga rendu public, Thomas Mesnier, médecin et député LREM, et le responsable du SAMU de Paris, Pierre Carli, rédigent à leur tour un rapport qu'ils remettent à la ministre de la santé Agnès Buzyn : ils préconisent la création d'un Service d'Accès aux Soins (SAS), avec un nouveau numéro d'urgence (le 113). Ce rapport est rendu public le 19 septembre 2019 : il prévoit la création du SAS pour mi-2020 et un budget de fonctionnement de 340 M€. Avec la pandémie du Covid 19, le projet a été abandonné.

## Affaire similaire
Le 15 octobre 2024 à Montpellier, Meggy Biodore,, une femme de 25 ans, également noire, perd la vie après ne pas avoir été prise en charge à temps par les secours avec plusieurs appels,. Elle décède d'une méningite aiguë.

#### Essais
- Jean-Marie Godard, Bienvenue aux Urgences, Fayard, 20 mars 2019 (ISBN 978-2-213-70827-0, lire en ligne).
- Gaby Bonnand et Etienne Caniard, Santé : je veux qu'on m'écoute !: Patients, soignants, citoyens, ouvrons le débat, Éditions de l'Atelier, 27 mars 2019 (ISBN 978-2-7082-5283-7, lire en ligne)
- Bernard Kron, Blouses blanches, colère noire: Essais - documents, Max Milo, 9 mars 2021 (ISBN 978-2-315-00862-9, lire en ligne).
- Isabelle Méténier, Et si c'était la fatigue mentale ? - La reconnaître et savoir agir pour retrouver l'envie de vivre, Groupe Robert Laffont, 23 septembre 2021 (ISBN 978-2-221-25844-6, lire en ligne).
- Jean-Christophe Coubris et Éric Maitrot, Au nom de toutes les victimes, Flammarion, 2021 (ISBN 978-2-08-150636-7, lire en ligne)

#### Articles de presse
- Élise Descamps, « Naomi, la famille Musenga marche pour la justice et la paix », La Croix,‎ 16 mai 2018 (ISSN 0242-6056, lire en ligne, consulté le 6 juillet 2024).
- Antoine Bonin, « Affaire Naomi Musenga. Un an de prison avec sursis pour l’opératrice du Samu moqueuse » , sur www.lalsace.fr, 5 juillet 2024 (consulté le 6 juillet 2024), p. 38.